# Бызово (Свердловская область)
Бызово — село в Пригородном районе Свердловской области России. Входит в муниципальный округ Горноуральский, управляется Паньшинской территориальной администрацией.
Ранее было центром Бызовского сельсовета Пригородного района.

## География
Бызово расположено в верхнем течении реки Ямбарки, которая на севере села образует небольшой пруд. Село находится к северу от Екатеринбурга, в 67 километрах к юго-востоку от Нижнего Тагила в юго-восточной части городского округа. Бызово находится посередине между двумя почти параллельными автодорогами местного значения: Николо-Павловское — Алапаевск на севере и Невьянск — Реж на юге.
Южнее Бызова и выше по течению Ямбарки находится деревня Маркова, а севернее села и ниже по течению Ямбарки — деревня Кондрашина.
Часовой пояс
Бызово, как и вся Свердловская область, находится в часовой зоне МСК+2. Смещение применяемого времени относительно UTC составляет +5:00.

## Население
| 2002 | 2010 | 2021 |
| ---- | ---- | ---- |
| 419  | ↘335 | ↘261 |

Структура
По данным Всероссийской переписи 2002 года, русские составляли 96% от числа всех сельчан. По данным переписи населения 2010 года, в селе проживали 335 человек — 165 мужчин и 170 женщин.

## Инфраструктура
В селе работают православный храм, дом культуры, библиотека, фельдшерский пункт и магазин.
До села можно добраться на проходящем автобусе из Нижнего Тагила.

### Промышленность
- ООО «Картофель»
- КФХ «Ювего»